# Krohnitta mutabbii
Krohnitta mutabbii är en djurart som tillhör fylumet pilmaskar, och som beskrevs av Alvarino 1969. Krohnitta mutabbii ingår i släktet Krohnitta och familjen Krohnittidae. Inga underarter finns listade i Catalogue of Life.